# Masao Kanbe
Pour les articles homonymes, voir Kanbe.
Masao Kanbe (神戸 正雄, Kanbe Masao),, né le 19 avril 1877 à Ichinomiya, dans la préfecture d'Aichi et mort le 16 octobre 1959 à Kyoto, est un économiste, juriste, professeur d'université et homme politique japonais, président de la faculté de Droit de l'université de Kyoto de 1917 à 1921, puis doyen de sa faculté d'économie jusqu' en 1937. Il est également président de l'université du Kansai de 1937 à 1944. En 1947, il est élu maire de Kyoto, devenant le premier maire de la ville élu par la population.
Il est reconnu comme un pionnier dans la promotion de la taxe sur la consommation au Japon.

## Biographie
Masao Kanbe naît le 19 avril de la 10e année de l'ère Meiji (1877),, à Ichinomiya,, dans le district de Nakashima (ja) de la préfecture d'Aichi. Il est le troisième fils du samouraï Kanbe Shushō (神戶 主正). Il complète ses études secondaires au Premier collège d'Aichi et au Premier Lycée, puis s'inscrit au département de sciences politiques de la faculté de Droit de l'université impériale de Tokyo, de laquelle il sort diplômé en 1900,,. Il complète par la suite des études postuniversitaires en économie à l'école supérieure de la même université. En 1902, il devient professeur adjoint à la faculté de droit de l'université impériale de Kyoto,. En 1904, il est envoyé en Allemagne et au Royaume-Uni pour perfectionner ses études,,.
À son retour au pays, il est nommé professeur de la faculté de droit de l'université impériale de Kyoto en 1907,. L'année suivante, à l'âge de 31 ans, il obtient son doctorat en droit,. Il mène par la suite des recherches en Europe et en Chine en tant que professeur entre 1910 et 1913, avant de retourner au pays en 1914. En 1917, Kanbe est promu président de la faculté de droit de son université. En 1919, il sépare la faculté d'Économie de la faculté de Droit et y devient professeur. Durant sa carrière d'économiste à l'université de Kyoto, Masao Kanbe a défendu de nombreuses politiques maintenant adoptées au Japon, tels l'autonomie locale pour les préfectures du Japon, à l'instar des États des États-Unis, le contrôle des jeux d'argents par le gouvernement, l'imposition d'une taxe sur la consommation, ainsi que la création de cimetières publics et la promotion de la crémation, les anciens étant souvent religieux et occupant un grand territoire, et la baisse du territoire disponible à la population étant devenue un enjeu important. Ses travaux de recherches sur l'économie japonaise sont en partie inspiré de théorie fiscale allemande, qu'il a étudié durant ses voyages à l'étranger. En 1921, il devient doyen de la faculté d'Économie. En 1928, il reçoit le prix impérial de l'Académie japonaise pour son ouvrage « Sozei Kenkyū » (租税研究),,. Kanbe devient membre de l'Académie impériale du Japon (ja) en 1931, puis prend sa retraite académique en 1937,,, devenant professeur émérite,. La même année, il est nommé président de l'université du Kansai, prenant la place de Kamematsu Niho (ja),,. En 1944, il prend sa retraite du poste de président,. Jusqu'en 1943, il est membre de l'Association impériale d'agriculture (ja).
En 1947, après la Seconde Guerre mondiale, les premières élections gouvernorales et municipales au suffrage universel au Japon ont lieu,. Masao Kanbe se présente dans la course à la mairie de Kyoto. Candidat indépendant, mais soutenu par le Parti libéral, le Minshutō et le Parti de la coopération, Kanbe est élu face au candidat socialiste Katsumi Takeuchi (ja),,,. Il prend fonction le 7 avril. Durant son mandat de maire, il devient également le deuxième président de l'Association japonaise des maires (ja). Le 11 février 1949, neuf membres de l'Académie des sciences du Japon, successeur de l'Académie impériale, dont Masao Kanbe, sont invités au palais impérial pour dîner avec l'empereur Shōwa. Il profite de l'occasion pour discuter de l'équité fiscale. Le 6 janvier 1950, il démissionne de son poste de maire pour devenir président de la commission de recherche sur le gouvernement local. Il cite notamment comme raison pour sa démission son vieil âge et regrette le fait qu'il n'ait pu réaliser qu'« un dixième de ce qu'il avait envisagé ». 
Kanbe passe les dernières années de sa vie comme écrivain et conseiller, à partir de 1956, pour l'université du Kansai,. Il meurt le 16 octobre 1950 à l'âge de 82 ans,,. Sa dépouille est inhumée au cimetière municipal non-religieux de Fukakusa (ja), à Kyoto, qu'il avait fait construire alors qu'il était maire.
En 1910, Kanbe fonde sa propre famille et épouse Sumi (すみ), deuxième fille de Kawamura Hōshū (ja), avec qui il a deux fils, Shōichi (正一), né en 1910, et Shōji (正二), né en 1913, et une fille, Hiro (ひろ), née en 1908. Shōji est finalement adopté par son grand-père Kawamura Hōshū.

## Résultats électoraux
| Inscrits                 | Inscrits                 | Inscrits                         | 536 935   |             |  |  |
| Abstentions              | Abstentions              | Abstentions                      | 264 603   | 49,28 %     |  |  |
| Votants                  | Votants                  | Votants                          | 272 332   | 50,72 %     |  |  |
|                          |                          |                                  |           |             |  |  |
| Bulletins enregistrés    | Bulletins enregistrés    | Bulletins enregistrés            | 272 332   |             |  |  |
| Bulletins blancs ou nuls | Bulletins blancs ou nuls | Bulletins blancs ou nuls         | 25 766    | 9,46 %      |  |  |
| Suffrages exprimés       | Suffrages exprimés       | Suffrages exprimés               | 246 566   | 90,54 %     |  |  |
|                          |                          |                                  |           |             |  |  |
|                          | Candidat                 | Parti                            | Suffrages | Pourcentage |  |  |
|                          | Masao Kanbe (élu)        | Indépendant                      | 121 883   | 49,43 %     |  |  |
|                          | Katsumi Takeuchi (ja)    | Parti socialiste                 | 116 345   | 47,19 %     |  |  |
|                          | Moichirō Yamaguchi       | Divers démocrate constitutionnel | 8 338     | 3,38 %      |  |  |

## Publications
- (ja) 十九世紀に於ける社会主義及社会的運動, Nikkeisha (ja),‎ 1903.
- (ja) シェル式割増附貯蓄制大意, 京都法政専門学校出版部,‎ 1904.
- (ja) « 国債償還論 », 法律学経済学研究叢書, 京都法学会, vol. I,‎ 1908.
- (ja) 国債償還に就ての講演, 京都手形交換所,‎ 1908.
- (ja) 経済学講義, 同文館,‎ 1909.
- (ja) « 穀物関税論 », 法律学経済学研究叢書, 京都法学会, vol. III,‎ 1909.
- (ja) 現行税制特に所得税及営業収益税に就て, 日本経済聯盟会,‎ 1930.
- (ja) 増税及整税論, 立命館出版部,‎ 1932.
- (ja) 百貨店税について, 芳越堂印刷,‎ 1936.
- (ja) 営業税の課税物件, 関西大学学会,‎ 1937.
- (ja) 小売営業の課税問題, 同文館,‎ 1938.
- (ja) 増税論, Daiichi Shobō,‎ 1939.
- (ja) 人生と経済, Daiichi Shobō (ja),‎ 1939.
- (ja) 財政学大綱, 日本評論社,‎ 1939.
- (ja) 対楓庵雑記, Asahi Shimbunsha,‎ 1948.
- (ja) 財政学講義, 有斐閣,‎ 1953.
- (ja) 警視庁, San-ichi Shobō (ja),‎ 1956.

## Distinctions

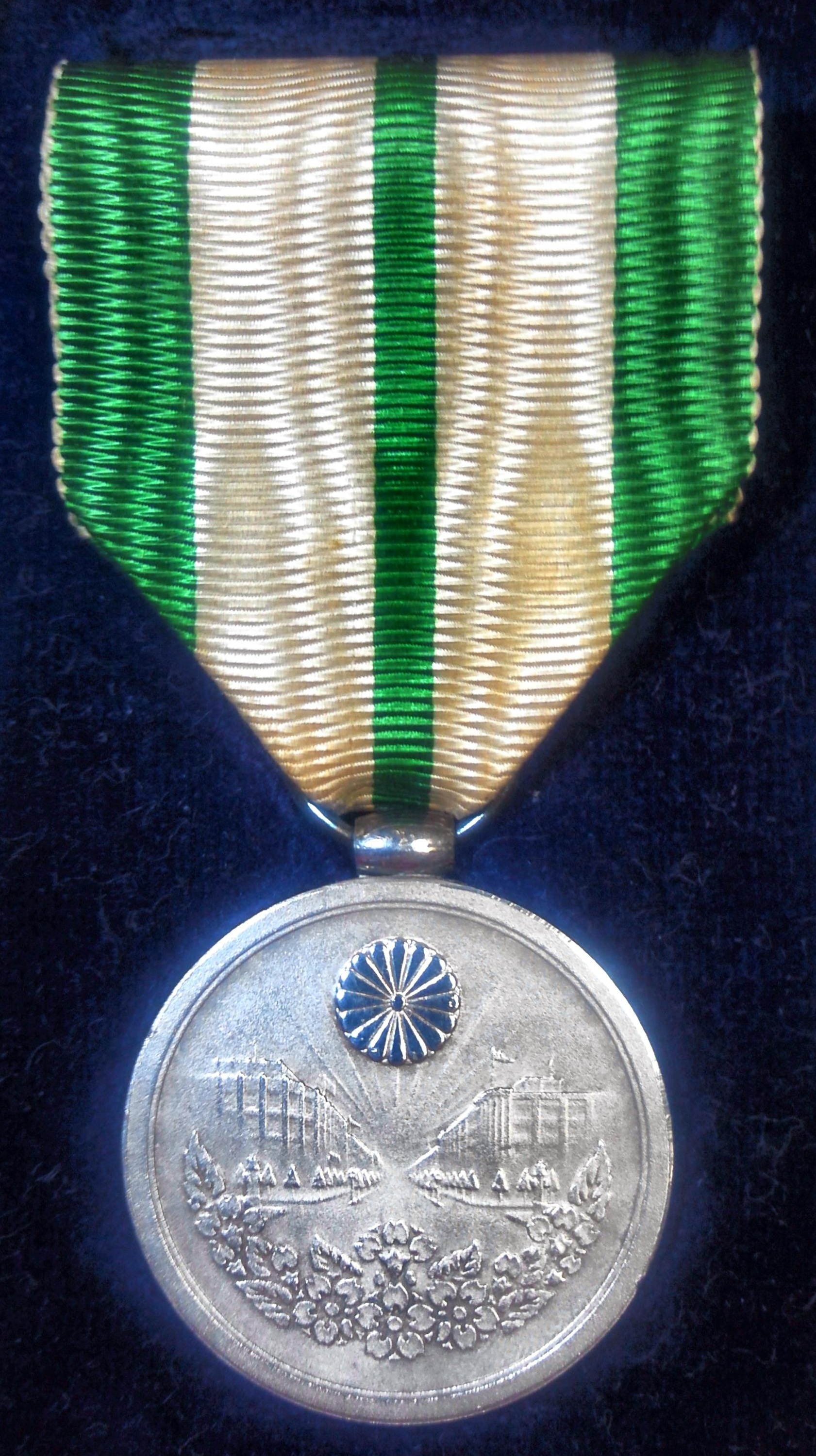
Avers de la Médaille commémorative de la Restauration de la capitale impériale.

- 4e rang supérieur de la Cour du Japon (ja), avant 1928[6]
- Prix impérial de l'Académie japonaise en 1928[1], avec Sōichi Kakeya
- Médaille commémorative de la Restauration de la capitale impériale (ja) le 5 décembre 1930[12]
- Personne de mérite culturel en 1953[1],[7]